# Monomma sepultum bisicirratum
Monomma sepultum bisicirratum es una subespecie de coleóptero de la familia Monommatidae.

## Distribución geográfica
Habita en Madagascar.